# پورت آو اسپین
پورت آو اِسپِین (به انگلیسی: Port of Spain)، به معنی بندرِ اسپانیا پایتخت جمهوری ترینیداد و توباگو و سومین شهر بزرگ این کشور پس از سن فرناندو و چاگواناس است.

## جغرافیا
این بندر بر کرانهٔ خلیج پاریا در جنوب شرقی دریای کارائیب جای گرفته‌است. جمعیت این شهر پر پایه آمار سال ۲۰۰۰ برابر با ۴۹٬۰۳۱ نفر بوده‌است.
جمعیت منطقه شهری پورت آو اسپین با احتساب حومه طبق آمار غیررسمی سال ۱۹۹۰ در حدود ۱۲۸٬۰۲۶ نفر بوده که با در نظرگرفتن جمعیت گذرای روزانه به ۲۵۰٬۰۰۰ نفر رسیده‌است.

## ورزش
این شهر در سال ۲۰۰۷ میزبان جام جهانی کریکت بود.